# Meridian (comté de Sutter, Californie)
Pour les articles homonymes, voir Meridian.
Meridian est une census-designated place du comté de Sutter, dans l'État de Californie, aux États-Unis,. En 2020, elle compte une population de 304 habitants.